# Luã Yvys
Luã Yvys Ramalho Kirk Mattar (Campina Grande, 25 de junho de 1987) é um cantor, compositor, instrumentista e produtor musical brasileiro, filho da cantora e compositora Elba Ramalho e do ator e cantor Maurício Mattar.
Formou-se na Berklee College of Music, em Boston, nos Estados Unidos, e atualmente administra o Estúdio Gigante de Pedra.
Seu nome foi uma inspiração para o do cantor sertanejo Luan Santana

## Discografia

### Álbuns de estúdio
- 2019: Essenímico

## Produções
- 2012: Cabeça Parabólica, Ganeshas[3]
- 2015: Do Meu Olhar pra Fora, Elba Ramalho